# Greenwich Peninsula
Greenwich Peninsula, meestal aangeduid als the Peninsula, is een gebied, tevens een ward, in de Royal Borough of Greenwich in het zuidoosten van de Britse metropool Londen. De Peninsula is anno 2015 een van de grootste bouwlocaties van Londen, met tientallen woontorens in aanbouw of gepland.

## Ligging en bereikbaarheid

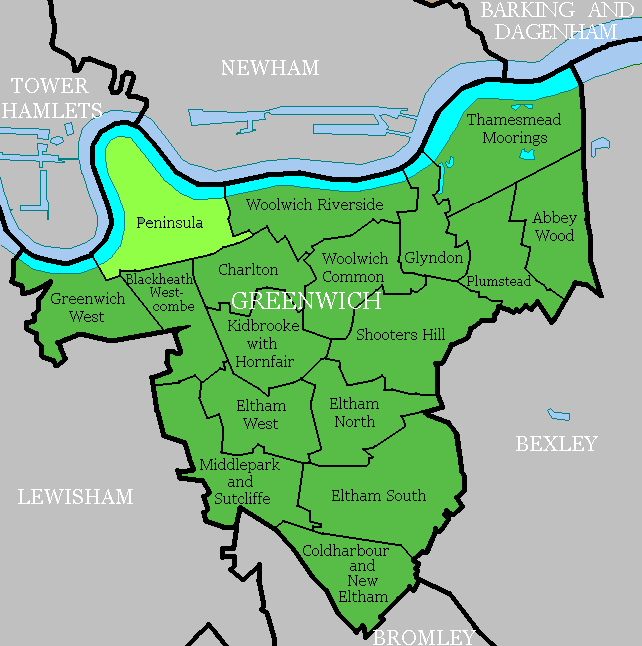
De Peninsula als een van de wards van de Royal Borough of Greenwich

Greenwich Peninsula ligt in het noordelijk puntje van de borough, aan drie kanten omgeven door de rivier de Theems. Het gebied is in feite een schiereiland dat gevormd wordt door drie scherpe bochten (meanders) in de Theems. Aan de zuidkant liggen de wards Greenwich West, Blackheath Westcombe, Charlton en Woolwich Riverside.
Ten westen van de Peninsula ligt het gebied Isle of Dogs, eveneens een schiereiland, dat het centrum vormt van de dynamische Docklands (met onder andere Canary Wharf). Oostelijk van de Peninsula liggen eveneens enkele gebieden, die een zeer snelle ontwikkeling doormaken: Charlton Riverside (grootschalige winkelcentra), Royal Arsenal (nieuw woongebied) en Royal Docks. In dit laatste gebied liggen onder andere de luchthaven Londen City en het London ExCeL International Exhibition Centre. Mede door de ligging in deze dynamische omgeving en door de sterk verbeterde infrastructuur is ook het Greenwich Peninsula anno 2015 een gewilde woonlocatie.
De belangrijkste ontsluitingsweg is de A102, die naar de Blackwall Tunnel voert. Deze tunnel voor gemotoriseerd verkeer (eigenlijk twee tunnels) en de Greenwich foot tunnel (voor voetgangers) vormen de oeververbindingen tussen de Peninsula en het Isle of Dogs. Tussen de Peninsula en de Royal Docks is een nieuwe tunnel geprojecteerd, de Silvertown Tunnel. Tussen deze gebieden bestaat sinds 2012 de Emirates Air Line, een kabelbaanverbinding over de Theems. Bij de Millennium Dome (sinds 2007: O2 Arena) ligt het in 1999 geopende metrostation North Greenwich aan de Jubilee Line. Thames Clippers verzorgt het openbaar vervoer te water.

## Geschiedenis

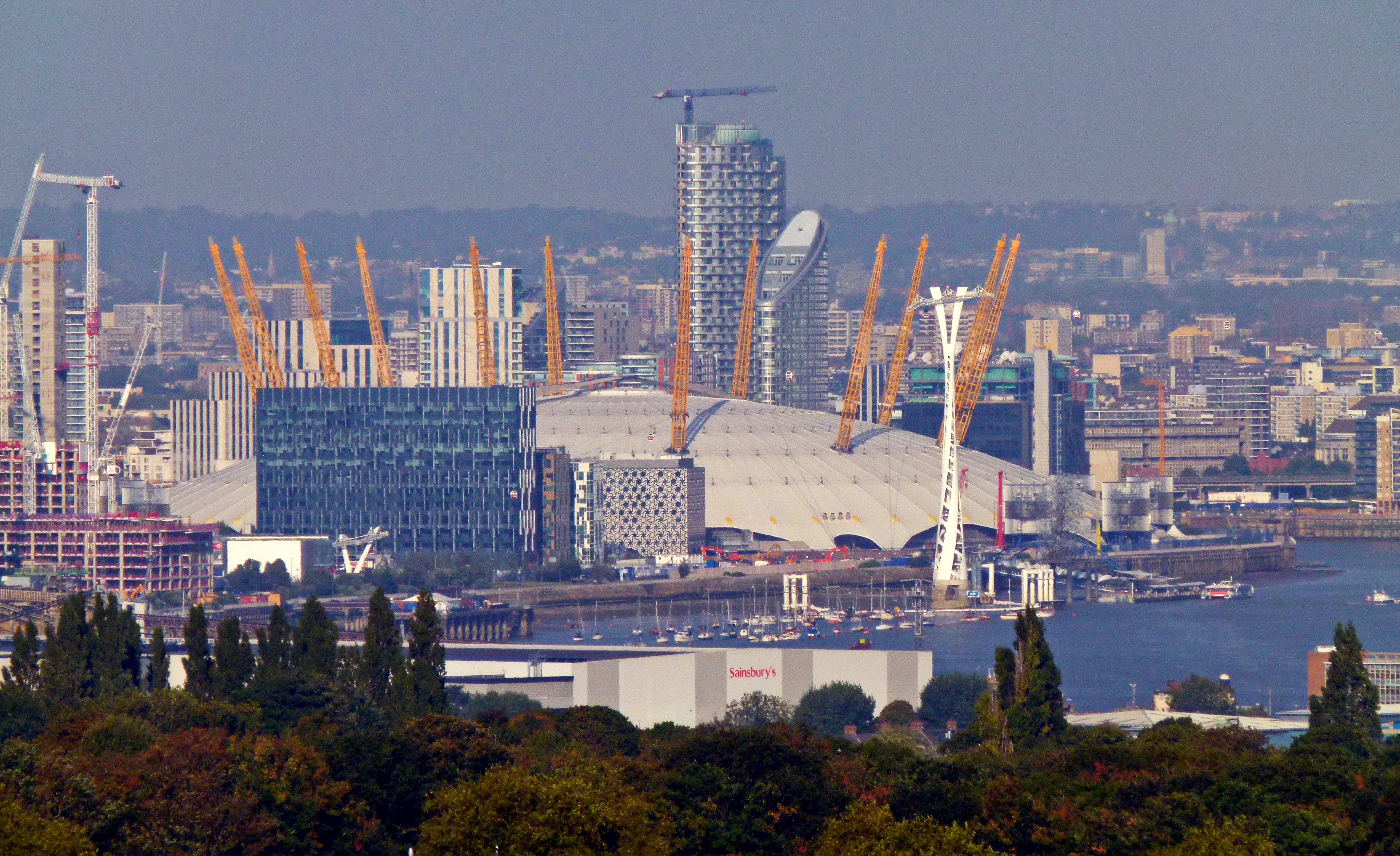
Bouwprojecten rondom The O2

Het moerasachtige gebied werd in de 16e eeuw drooggelegd met hulp van Nederlandse deskundigen, waarna het voornamelijk in gebruik was als weidegebied. Vanaf de vroege 19e eeuw vestigden zich steeds meer industrieën in het gebied, voornamelijk chemische en staalbedrijven. Later vestigden er zich scheepsbouwers en gasproducenten. Vooral deze laatste bedrijfstak domineerde decennialang het aanzien van het schiereiland met enorme gashouders, waarvan er slechts één bewaard bleef, en een grote energiecentrale. Het gebied behield een relatief afgelegen ligging tot de opening van de Blackwall Tunnel in 1897. Tot 1999 was er geen trein- of metrostation.
Na de sluiting van het gasbedrijf, de energiecentrale en andere bedrijven, bleef het gebied eind 20e eeuw als een desolaat en sterk vervuild post-industrieel landschap achter. Alleen aan de westkant zijn anno 2015 nog enkele bedrijven actief. Vanaf begin jaren 1990 wordt er weer volop in het gebied geïnvesteerd. Vooral de opening van de Millennium Dome en het naastgelegen metrostation in 1999 betekenden een belangrijke impuls. Vanaf 2004 kwam de ontwikkeling van de Peninsula in een stroomversnelling, door de voorgenomen bouw van 10.000 woningen (in 2015 uitgebreid naar 15.000) en 330.000 m² kantoren. Anno 2015 zijn de eerste woon- en kantoorgebouwen gereed en is de bouw van de eerste wolkenkrabber in volle gang in het zuidoostelijk deelgebied (Lower Riverside). In totaal zijn 25 gebouwen van meer dan 100 m hoog gepland.